# Calyptronoma plumeriana
Calyptronoma plumeriana är en enhjärtbladig växtart som först beskrevs av Carl Friedrich Philipp von Martius, och fick sitt nu gällande namn av Alicia Lourteig. Calyptronoma plumeriana ingår i släktet Calyptronoma och familjen Arecaceae. Inga underarter finns listade i Catalogue of Life.